# Merosargus viridis
Merosargus viridis är en tvåvingeart som beskrevs av Mcfadden 1971. Merosargus viridis ingår i släktet Merosargus och familjen vapenflugor. Inga underarter finns listade i Catalogue of Life.